# Førromersk jernalder
Førromersk jernalder eller keltisk jernalder betegner perioden fra ca. 500 f.v.t. til ca. 1 e.v.t. og omfatter den ældste del af jernalderen i Skandinavien, Nordtyskland og Nederlandene i området nord for Rhinen. I hele dette område er der gjort arkæologiske fund, der viser at overgangen fra yngre bronzealder skete uden et afgørende kulturelt brud, men også at indflydelsen fra de keltiske Hallstatt og La Tène kulturer i Centraleuropa var meget stærk. I det 1. århundrede f.v.t. begyndte den romerske indflydelse at blive stærk også i det nuværende Danmark. Perioden deles to hovedfaser I (500-250/225 f.v.t.) og II (250/225 f.v.t. – 1 e.v.t.), som hver kan underopdeles to til fire faser afhængig af, hvor i området man befinder sig. I Danmark kan ældre førromersk jernalder inddeles i to faser IA og IB, yngre førromersk jernalder i IIA og IIB. Områderne i Nordtyskland og det sydlige Danmark tilhørte Jastorfkulturen mens det øvrige Norden tilhørte den Nordiske gruppe.
Adskillelsen af den tidlige jernalder i en før-romersk og romersk periode blev første gang foreslået af arkæologen Emil Vedel. I 1866 gjorde han en række fund på Bornholm, der i modsætning til fund fra de første århundreder e.v.t. ikke bar præg af en stærk romersk indflydelse. På det grundlag konkluderede han at dele af Nordeuropa endnu ikke var kommet i kontakt med Romerriget i begyndelsen af jernalderen. Brandgravsskikken, som den kendes fra den tidligere Urnemarkskultur, blev fortsat benyttet.

## Ældre Keltisk jernalder (500 f.v.t. - 200 f.v.t.)
Keltisk jernalder har navn efter kelterne, en kultur udviklet i Mellemeuropa mellem 800-600 f.v.t. Den keltiske kultur har sit udspring i Hallstat-kulturen i Østrig. Her havde i bronzealderen udviklet sig et handelsknudepunkt for handel med kobber og tin samt salt udvundet på stedet. Frem til 8. århundrede f.v.t. skete ingen synlig social udvikling, men fra denne tid begyndte kelterne fra egnene nord for Alperne at opføre befæstede bebyggelser på bjergtoppe som Heuneburg, og på samme tid optræder en gravkultur for eliten, hvor de døde begraves med vogne, fx i Hochdorf. Omkring år 600 f.v.t. oprettede grækerne handelskolonien Massalia (Marseilles), og herfra udvikledes handelsforbindelser nord over via Rhõne til Mellemeuropa. Nye handelsforbindelser og social udvikling i Mellemeuropa er således samtidige. Fra et oprindeligt kerneområde spredte keltisk kultur sig, og folkevandringer skete blandt andet mod syd (Podalen) og sydøst (Grækenland og Lilleasien).
I det nordlige Niedersachsen og Slesvig-Holsten udviklede bronzealderens urnegravskultur sig efterhånden til den såkaldte Jasdorf-kultur under indflydelse fra den sydligere Hallstatt-kultur, og i denne form bredte den sig til Mecklenburg, Vorpommern og Brandenburg samt nordpå op i det sydlige Nørrejylland. Det er muligt, at den keltiske indflydelse til dels skyldtes indvandring fra syd.
Vor viden om ældre keltisk jernalder længere mod nord, i Skandinavien, er begrænset. Det ser ud til, at landbruget her var dominerende og at forbindelser udad til i begyndelsen har været begrænsede. I Vendsyssel kan der have udviklet sig handelsforbindelser og alliancer med det vestlige Mellemsverige. De få spor i resten af Jylland tyder snarest på ufredelige forbindelser: et krigsoffer og forsvarsanlæg. Det forhold, at landsbyen Borremose fra 4. århundrede f.v.t. til 2. århundrede f.v.t. lå som en befæstet boplads omgivet af mose og med en enkelt adgangsvej fra sydøst taler for, at der allerede på dette tidspunkt har været uroligt nok til at søge en sådan beskyttelse.

### Angreb udefra
Allerede i keltisk jernalder har vi vidnesbyrd om uroligheder. Midt i keltisk jernalder, i 4. århundrede f.v.t., indtraf et slag ved Hjortspring på Als i Sønderjylland. 3-4 krigskanoer, hver bemandet med nogle og tyve krigere, det vil sige samlet mindst 80 mand, nåede Als og gik i land. Disse krigere var udstyret med spyd eller lanse og et træskjold, nogle med sværd samt kastesten og formodentlig slynger. De ledende synes at have båret ringbrynjer. Invasionshæren blev imidlertid nedkæmpet og en del nåede formodentlig at flygte. Mindst en båd blev tilbage og sammen med erobrede våben, der blev ødelagte, blev den øjensynligt ofret i Hjortspring Mose, der lå ca. 2 km inde i land. Angriberne stammede formodentlig fra egnene ved nedre del af Elben.
Et andet vidnesbyrd om urolige tider er forekomsten af befæstede landsbyer som Borremose og Lyngsmose. Også ved Grøntoft findes spor efter et forsvarsanlæg i form af en "palisade" men ikke omkring den enkelte landsby. Også ved Sarup på Fyn findes en forsvarsvold. Der gives ingen umiddelbar forklaring på behovet for sådanne forsvarsanlæg, men under hensyn til udviklingen i romersk jernalder kan det ikke udelukkes, at de skulle beskytte mod angreb fx for at skaffe slaver, der kunne sælges mod syd.
Fra Mellemeuropa, hvor kelterne bredte sig, kendes vogngrave for en elite, og fra samme område skete i 4. og 3. århundrede f.v.t. angreb mod middelhavsegnene. Og i samme områder udviklede sig flere jernudvindingssteder. Måske har der været en lignende udvikling mod nord hvor især Vestjylland bød på udvindingsmuligheder for jern.

### Sociale forandringer
Omlægningen fra et samfund baseret på indført bronze til et samfund baseret på jern, der kunne udvindes lokalt eller regionalt, må også have medført sociale forandringer: de, som tidligere havde kontrolleret bronzehandelen, må have fået svækket deres position, mens andre med erfaring i jernudvinding og -forarbejdning omvendt må have fået en større betydning. Også krigerstandens stilling må være forandret, måske midlertidigt svækket da behovet for deres beskyttelse af den hidtil så dyrbare bronze ikke længere var tilstede. Det er muligt, at nogle krigere forandrede deres levevej i mere fredelig retning som bønder (der dog kunne forsvare sig selv ved behov), mens andre slog sig på røveri og slavehandel (hvilket offerfundet i Hjortspring måske afspejler). For andre samfundsgrupper var forandringen af mindre betydning: vævere, pottemagere og andre kunne fortsætte deres levevej uden nævneværdige forandringer. Det er muligt, at det - i hvert fald midlertidigt - kan have bevirket en vis social udjævning. Måske er det dette, der blandt andet afspejles i den drastiske forandring i bebyggelsen: bronzealderens store haller forsvandt og blev afløst af mindre langhuse, tydeligvis kun beregnede for en familie og med bosættelse i den ene ende og stald for husdyr i den anden. Også gravskikken tyder på en egalisering af samfundet: alle blev nu begravede i samme slags tuegrave, og gravgaverne var ensartede og ret beskedne.
Det er sandsynligt, at befolkningen var i vækst, og at det er dette, der afspejler sig i en omlægning af landbruget fra spredte marker til de indhegnede såkaldte "keltiske agre": den dyrkbare jord var nu blevet så betydningsfuld, at en indhegning og dermed markering af ejerskab til jorden og beskyttelse af afgrøderne mod ødelæggelse blev af betydning.

### Gravpladser
Kendetegnende for keltisk jernalder er i Jylland forekomsten af store, samlede tuegravpladser. De tæller flere hundrede grave, og deres brugstid har strakt sig over flere hundrede år; først i sidste århundrede f.v.t. sker der et opbrud. Dette tyder på stor stabilitet i datidens samfund. Tuegravene består af urner til opbevaring af den dødes brændte ben, og hver urne har været omgivet af en ringgrøft med to eller flere afbrydelser samt en krans af enten sten eller træpæle. Hvad formålet med disse har været, vides ikke, men det formodes, at de kan have at gøre med gravritualet. Sådanne tuegravpladser kendes fra Grøntoft, Årupgård, Årre og Uldal, alle i Jylland.

### Landbruget
Ved overgangen til keltisk jernalder skete en kraftig omlægning af agerbruget: jorden inddeles nu i keltiske agre, der kan være dyrkede ved en form for græsmarksbrug med 4-5 års afgrøder efterfulgt af tilsvarende lange hvileperioder. På samme tid og i samme forbindelse afløses de tidligere store haller af små langhuse med bolig i den ene ende og stald i den anden. Der er øjensynligt tale om et skifte i retning af et individuelt agerbrug, hvor de enkelte bønder i højere grad bliver ansvarlige for egne dyrkningsområder. Over tid skete der en social inddeling, hvor især en høvdinggård begynder at udskille sig i størrelse fra andre gårde.
Fremkomsten af disse digevoldingsagre tilskrives en befolkningsforøgelse, hvorved presset på jorden forøges. Det betyder, at agerdyrkningen intensiveres ved en oftere og fastere rotation mellem afgrøde og brak. Digevoldingsagrene formodes således dyrkede efter en mere eller mindre fast rotation. Af afgrøder spillede byg og hvede en hovedrolle.
I Jylland kan de keltiske agre dække arealer på op til 100 hektar. Disse store agerfelter hører op ud mod ådale, hvor omfattende enge har givet adgang til velegnede græsningsområder. Dette gælder blandt andet Skørbæk Hede i Vesthimmerland, hvor landsbyen har ligget midt mellem disse agre, og at hvor agrene ophører ud mod engene ved Uldrup Å. De keltiske agre ligger på Sjælland som dyrkningsområder på omkring 10 hektar, nogle dog mindre. Uden for disse lå øjensynligt store åbne græsningsområder.

### Bebyggelsen
Ved overgangen til keltisk jernalder indtræder også en drastisk ændring af bebyggelsen: tidligere tiders haller afløses nu af små huse, 3,5–4 m brede og 7–11 m lange, indrettede med bolig i den vestlige ende og stald i den østlige. Stalden afspejler formentlig udnyttelse af staldgødning som en fast del af landbrugets driftsform. Husenes størrelse og indretning tyder på at de har været huse for de enkelte familier. Husene ligger som regel i grupper og med nogenlunde ens orientering, øst-vest, det vil sige som mere eller mindre udprægede landsbyer. Inden for et begrænset område på ca. 16 ha er der på Grøntoft hede i Vestjylland fundet i alt ca. 250 hustomter. Dette er tolket således, at husene ikke alle har stået samtidig men har været fordelt på en eller to samtidige landsbyer, som er blevet omflyttede i gennemsnit hvert 30. år, det vil sige omtrent hver menneskealder. Man taler i denne forbindelse om "vandrende landsbyer". Flytningerne synes godtgjort ikke blot ved genstandsmateriale og træk ved de enkelte hustomter men tillige ved omlægninger af det tilhørende agersystem, digevoldingsagrene.

#### Sejlflod
Bopladsen Sejlflod 15 km øst for Aalborg er dateret til omkring 500 f.v.t. Den bestod af 5-6 gårde. I de følgende århundreder blev landsbyen flere gange omflyttet men til stadighed indenfor samme begrænsede område.

#### Borremose
Bopladsen Borremose i det vestlige Himmerland er dateret til omkring år 300 f.v.t. Den ligger på en holm i mosen og var omgivet af en vold og en grav. Bebyggelsen omfattede 18 langhuse og 3 mindre bygninger uden ildsted. Landsbyen bestod øjensynligt af 14-15 samtidige gårde. Gårdene synes med en enkelt undtagelse kun at have bestået af et langhus. Den gennemsnitlige længde var 13–14 m, det største langhus var 23 m, det mindste 10 m langt. Der er ikke fundet båseskillerum, men sier og mælkekar vidner om, at man har holdt kvæg. Husene er opførte i øst-vestlig retning og er fortrinsvis beliggende langs voldens ene side. Adgang til byen er sket ad en ca. 70 m lang stenbygget vej.
Borremosebopladsen har bestået af to faser. I den ældre fase har bebyggelsen ligget delt i henholdsvis den nordlige og den sydlige del af området. I den yngre fase er den nordlige bebyggelse nedlagt og øjensynligt flyttet sydligere, mens det tidligere frie område i den mellemste del er blevet inddraget til bebyggelse. Den nordlige bebyggelse er blevet opfattet som en stormandsgård med en særlig stilling.

#### Lyngsmose
Bopladsen Lyngsmose nordøst for Ringkøbing fjord i Vestjylland har samme karakter som Borremose. Også her er der tale om en bebyggelse bestående af øst-vestvendte langhuse omgivet af en palisade og en voldgrav, 3 m bred og 1,3 m dyb. Langs voldgravens inderside har stået stolper med 2–3 meters mellemrum for at understøtte voldfronten og forhindre jordens udskriden. Ude i voldgraven har stået skråt stillede stolper med 4 meters melælemrum, der kan have tjent forsvarsformål. At voldgraven tjente forsvarsformål bevidnes af, at der i bunden af graven var placeret træspidser, som kunne skadegøre enhver, som trådte på dem. Bopladsen dækkede et areal på omkring 90 meters længe og 60 meters bredde. Bebyggelsen talte 15 langhuse og to små huse. Bebyggelsen har eksisteret i to faser. I den ældre fase bestod bebyggelsen af seks langhuse, der betinget lå i tre grupper: en nordlig, en vestlig og en sydøstlig. Det største langhus var 13 m men ellers omkring 10 m. De to gårde mod sydøst har været særskilt indhegnede, idet hegnet omslutter den største af bygningerne. I den yngre fase blev bebyggelsen omlagt en smule og udvidet betydeligt til 15 langhuse og to små huse. Samtidig blev den omgivet af sit forsvarsværk, der har haft 4 porte. Husene var 8–13 m lange og lå i øst-vestlig retning. Det er skønnet, at bebyggelsen talte omkring 120-150 indbyggere. Af gårdene må den mod sydøst omfattes som en stormandsgård, dels på grund af hegnet i ældste fase, dels fordi den sydlige adgang måske har været forbeholdt denne sydlige gård.

#### Grøntoft
I begyndelsen af 5. århundrede bestod bosættelsen ved Grøntoft i Vestjylland af to bopladser, den ene bestående af spredte gårde beliggende på en bakketop. Husene var indrettede med bolig og ildsted i vestenden og stald i østenden. I begyndelsen af 4. århundrede lå bopladsen i samme område men var flyttet nogle hundrede m mod vest. På samme tid udviklede sig en anden bebyggelse i nordvest, adskilt ved en bæk, som løb gennem en slugt. Denne talte kun nogle få huse, men et af disse var efter datidens forhold meget stort, 22,5 m langt og med plads til 22 dyr i stalden. I slutningen af 4. århundrede blev de to bebyggelser samlet i en boplads bestående af formentlig 7 gårde, hvoraf flere foruden et langhus også havde et udhus. I løbet af 3. århundrede f.v.t. blev bebyggelsen flyttet flere gange, hver gang omkring 100 m. Disse flytninger er formodentlig sket for at udnytte den gødning, som husdyr og mennesker producerede. Selv om denne blev samlet og spredt på markerne, var mulighederne for at pløje den ned i datiden begrænsede og værdien derfor forringet. I dette lys var der god mening i at flytte landsbyen hver gang, husene var blevet så udtjente, at de skulle fornys. Til disse faser i bopladsens udvikling hører bopladsen Grøntoft B.

#### Grøntoft B
Bopladsen Grøntoft B, dateret til 500-300 f.v.t., bestod af 9 langhuse samt et antal mindre bygninger. Langhusene er omkring 4 m brede og 7–11 m lange, alle indrettede med bolig og stald. I de mindste stalde var plads til 6-8 dyr, i de største 14-16 dyr.

#### Grøntoft A
Bopladsen Grøntoft A, dateret til 300-200 f.v.t., var omgivet af et fælles hegn. Landsbyen bestod af 5 større gårde med staldplads til 8-18 dyr og 2 mindre langhuse med stald med plads til 3-4 dyr, 3 langhuse uden stald samt et par mindre bygninger, formodentlig forrådshuse. Langhusene var 5 m brede og ca. 12 m lange; den største langhus var 16 m langt. De største gårde havde staldplads til 18 dyr, de mindre 3-4 dyr, i alt har landsbyen haft staldplads til ca. 70 kreaturer. Bebyggelsen er blevet fornyet på stedet og bebyggelsen havde således to faser. I den ældre fase lå et huse uden for et fælles hegn men med adgang gennem hegnet, men i den yngre fase er hegnet lagt uden om og huset således kommet inden for hegnet. I nærheden af landsbyen er fundet to langhuse, 12–13 m lange, samt et mindre hus omgivet af et fælles hegn. Det ene langhus var indrettet med stald med plads til 10-12 dyr, mens den mindre bygning har været anvendt til smedje. Måske er smedjen forklaringen på den særskilte beliggenhed.

#### Drengsted
En lignende bebyggelse fra 3. århundrede f.v.t. kendes fra Drengsted syd for Ribe.

#### Sarup
Bopladsen Sarup på Sydvestfyn er dateret til omkring 300 f.v.t. Landsbyen bestod af syv gårdanlæg omkring en åben plads. Langhusene var mellem 13 og 22 m lange. Nogle af langhusene havde båseskillerum i staldenden. En anden bebyggelse i området er dateret til 5. århundrede f.v.t., så også her er det formodentlig tale om en vandrelandsby. At bebyggelsen forblev inden for et område på 3,5 ha må skyldes ønsket om at udnytte de omgivende engarealer til kvæggræsning. Der er fundet spor af en voldgrav, så det er muligt at bopladsen tidvis har været befæstet.

## Yngre Keltisk jernalder (200 f.v.t. - 1 e.v.t.)
Yngre keltisk jernalder adskiller sig fra tiden forud ved, at omfanget af keltiske genstande og keltisk inspirerede genstande vokser kraftigt. Dette må sikkert ses i lyset af, at der fra dansk område skete to store folkevandringer, som må have skaffet befolkningen i nord tættere kontakter med befolkningen mod syd, omend karakteren af disse ikke kendes nærmere. De kan både have været af handelsmæssig karakter og/eller som alliancer.

### Folkevandringer
Omlægningen af landbruget til keltiske agre havde bevirket en kraftig stigning i det intensive agerbrug, måske mere omfattende end på noget andet tidspunkt i forhistorisk og historisk tid indtil landboreformerne: store dele af det, der i historisk tid var hede og skov, blev inddraget til kornavl under dette system. Det indebar, at landbruget kunne brødføde en større befolkning, men det indebar også, at når grænsen for denne evne blev nået ved en yderligere befolkningsvækst, gjorde systemet ikke yderligere forøgelse mulig. Når dette indtraf, måtte man enten udtænke et nyt driftssystem eller gennemføre en åreladning af samfundet i form af udvandring. Denne situation indtraf tilsyneladende to gange i yngre keltisk jernalder.
I årene omkring 207-204 f.v.t. indtraf formodentlig et stort vulkanudbrud, som efterfølgende bevirkede misvækst. Som følge af denne misvækst skete der et opbrud i bebyggelsen, og en del af befolkningen synes at være udvandret, i første omgang til områderne syd for Østersøen, senere mod sydøst til Sortehavet. Disse udvandrere kaldes i klassiske kilder for bastarnae og skirie, men det er sandsynligvis ikke deres rette navn. Deres vandringer er sandsynliggjort ved udbredelsen af visse genstandstyper som kronehalsringe, ildbukke og keramik. De optræder i de klassiske områder som lejetropper men forsvinder som befolkningsgruppe omkring 29-28 f.v.t.
I 115 og 101 f.v.t. indtraf den næste store folkevandring, da kimbrere fra Himmerland, teutoner fra Thy og ambronere fra Sønderjylland vandrede sydpå gennem Europa. Antikke kilder angiver, at folketoget omfattede 300.000 mennesker, men dels er der usikkerhed om denne angivelses rigtighed, dels er det ikke sikkert, at deltagernes antal var så stort, da folkevandringen begyndte. Det er muligt, at andre har sluttet sig til undervejs. Begivenheden falder sammen med en fornyet forbindelse mellem Sydskandinavien og keltiske områder. Det har været foreslået at Gundestrupkedlen, der formodentlig er fremstillet af thrakiske triballere i grænseområdet mellem Nordvestbulgarien og Sydvestrumænien men er endt i en mose i Himmerland, kunne være bragt hertil af deltagere i denne folkevandring. Andre kedler stammer fra andre, vestligere dele af Mellemeuropa og fra Sydeuropa og vidner også om kulturelle forbindelser til Danmark.

### Sociale forhold
I yngre keltisk jernalder var det danske område formodentlig præget af stammesamfund, hver med sine skikke. Udtryk for dette var blandt andet forskelle i dekoration af keramik og forskelle i gravskikke men tillige fx fordelingen af såkaldte Dejbjerg-vogne. Disse, der menes knyttede til Nerthus-kulten, er fundet med omtrent indbyrdes lige store afstande i Kraghede i Vendsyssel, Fredbjerg i det vestlige Himmerland, Dejbjerg i Vestjylland, Dankirke i Sydvestjylland, Husby i Angel samt Langå på Fyn. Forudsat fordelingen, som (endnu) kun kan bestemmes for den yngre del af keltisk jernalder, ikke er tilfældig, kan det afspejle hvert af de større områder, hvor man samledes om at dyrke frugtbarhedsgudinden Nerthus. Det har været foreslået, at hvert område afspejler en bygd, og at disse historiske bygder senere kan være delvist afspejlet i landets inddeling i sysler og/eller herreder.

### Nerthus-kulturen
En beskrivelse af Nerthus-kulturen kendes først hos Tacitus, der beskrev den ca. 98 e.v.t.: "..de i fællesskab dyrker Nerthus, det vil sige Moder Jord, som de tror griber ind i menneskenes anliggender og i en vogn kører rundt til dem, der dyrker hende. På en ø i Oceanet er der en hellig lund. I den står en indviet vogn, som er dækket af et klæde. Kun én præst må berøre denne. Han kan fornemme, hvornår guddommen er tilstede i vognens indre, og han ledsager hende da fuld af ærefrygt, når hun kører afsted i vognen, som trækkes af køer. Da er der glade dage, og alle steder, gudinden værdiger et gæstebesøg, er festsmykkede. Alle våben er da under lås og slå. Da kender de, og da elsker de kun fred og ro, indtil førnævnte præst fører gudinden, mæt og træt af samværet med dødelige, tilbage til hendes gelligdom. Derpå vaskes vognen og klædet og, om man vil tro det, guddommen selv i en afsidesliggende sø. Slaver, som straks efter opsluges af søen, udfører renselsen. Dette har skabt en hemmelighedsfuld gysen og from uvidenhed om, hvad det mon er for et væsen, som kun de til døden dømte får at se." I Rappendam mose ved Jørlunde i Nordøstsjælland har man fundet vogndele og menneskeknogler, der leder tanken hen på Tacitus' skildring.
Fra keltisk jernalder kendes endvidere en lang række tilfælde, hvor enkeltpersoner tilsyneladende er blevet ofret i moser. Et par stykker, fra Borremose, er tidsfæstet til slutningen af bronzealderen og en enkelt, fra Huldremose, til ældre romersk jernalder, mens 6 tidsfæstes til keltisk jernalder. Blandt disse er Tollundmanden, Gravballemanden og Ellingpigen særlig kendte. Alle har været slået ihjel inden ofringen. Nogle har været nøgne andre påklædte. Ofringen eller begravelsen synes udført med en omhu, der udelukker, at de pågældende skulle være forbrydere. Fordelingen af moselig og moseskeletter samt mosepotter (ofrede lerkar) viser en koncentration til øerne og det østlige Jylland, mens Vestjylland kun udviser enkelte tilfælde. Det formodes, at der er tale om ofringer til mosens gud for de ydelser i form af tørveskæringer og myremalm, som blev hentet i moserne. Ofringerne skulle således afspejle mosernes voksende betydning i datiden.

### Gravpladser
Tuegravpladserne holdt sig et langt stykke ind i yngre keltisk jernalder.
I første århundrede f.v.t. optræder et større antal krigergrave, overvejende beliggende i Jylland, nogle på Fyn og Langeland, enkelte på Sjælland, Lolland og Falster. Karakteristisk for krigergravene var, at de døde fik deres sværd og andet udstyr som skjold, spyd og lanse og i enkelte tilfælde en ringbrynje med sig i graven, dog først efter at sværdet var blevet bukket sammen og gjort ubrugeligt. En række af disse grave indeholdt også kedler, det vil sige store metalkar fremstillede i keltisk område i Mellemeuropa. Kun en begrænset del af gravene var krigergrave: på gravpladsen Vogn således 7% af gravene, på en gravplads ved Tarm indeholdt 20 af 150 grave våben. Dette må betyde, at markeringen af krigerstatus var vigtigt på dette tidspunkt og fulgte keltisk skik.
Nogle af de nordiske sværd har keltisk oprindelse.

### Indførte kedler
Blandt tidens markante genstande er en række store kedler, der i flere tilfælde har været ofret i moser uden, at de nærmere omstændigheder kendes. Blandt disse kedler må nævnes en kedel fundet i Mosbæk og en i Gundestrup, begge i Himmerland, en i Brå ved Horsens, en i Illemose ved Rynkeby på Fyn, formodede rester efter en i Lundeborg på Fyn og en i Ringsebølle og måske i Rå, begge på Lolland. Kedlerne fra Ringsebølle og Rynkeby har så store ligheder, at de kan være udgåede fra samme værksted. Flere af kedlerne var ødelagte inden, at de blev ofrede. De stammer fra ulige steder i keltiske og romerske områder og dateres alle til tiden før Kristi fødsel. De formodes at have været anvendte til religiøse formål. Flere at kedlerne havde begrænset dekoration med ansigter og tyrehoveder, men en af kedlerne, fra Gundestrup, har været rigt dekoreret.
Gundestrupkedlen er opbygget af dekorerede plader, der har siddet både udvendigt og indvendigt. Motiverne menes at have keltiske og thrakiske træk. Hvordan den er endt i Danmark står uklart: det har været foreslået, at den er bragt i sikkerhed af flygtninge under uroligheder, da kong Burebista samlede trakiske stammer med magt omkring år 60 f.v.t., at den er krigsbytte og at den kan være hjembragt af nogle kimbrere, som deltog i Kimbrertoget.
For sig selv står den såkaldte Keldby-spand fra Møn, der dateres til 4. eller 3. århundrede f.v.t. og som stammer fra Grækenland. Det er uklart hvornår og hvordan, den er kommet til Danmark. Sammen med flere af kedlerne tyder den på forbindelser mellem Skandinavien og Sydøsteuropa: Karpaterne og Sortehavsområdet.

### Landbruget
Landbruget var tilsyneladende ret stabilt gennem keltisk jernalder, idet digevoldingsagre var i brug gennem hele perioden.
En undersøgelse af driftsforholdene i forbindelse med bopladserne Overbygård og Nørre Fjand tyder på, at af et samlet driftsområde på omkring 679 hektar blev kun 11-12% opdyrket som agerland, mens græsningsarealer og engarealer til høslet udgjorde resten, omkring 600 hektar eller ca. 60 hektar pr. brug. En lille del udgjordes af mose. Disse græsnings- og engarealer modsvarer lignende behov beregnede for samtidig bebyggelse i Östergötland i Sverige. For bopladsen Nørre Fjand var græslandet mindre, og den manglende produktionsevne for landbruget formodes erstattet af fiskeri i Limfjorden. Også for bopladsen Vendehøj har beregninger vist, at den med hensyn til afgrødeudbytte og husdyrhold har været i stand til at sikre et overskud af både korn og af mælk, der har kunnet anvendes til fremstilling af ost.

### Bebyggelsen
En undersøgelse af bebyggelsesforholdene i Himmerland, Vendsyssel og Thy tyder på, at trods andre forandringer, der indtraf omkring år 200 f.v.t., skete der øjensynligt ikke en omflytning af bebyggelserne, og i de følgende århundreder ligger bebyggelsen fast på samme sted frem til ældre romersk jernalder. Derimod indtrådte der øjensynligt en social deling mellem en høvding og de øvrige familier, idet der i yngre keltisk jernalder ofte udskiller sig en enkelt større gård i landsbyerne, formodentlig tilhørende en høvding. De faste bosættelsesområder bevirkede til trods for mindre flytninger af bebyggelsen, at det nu var blevet lettere at gøre jord og ejendom arvelig, og der er grund til at formode, at en sådan udvikling indtrådte. Dermed blev en social opdeling ved siden af en arbejdsmæssig også mere udtalt.

#### Vendehøj
Bopladsen Vendehøj blev oprettet i 2. århundrede f.v.t. Den eksisterede i flere faser. Den ældste bebyggelse bestod af blot to gårde opført på den nordlige del af et plateau. De var omgivne af et hegn og omfattede hver et langhus og et mindre udhus. Efter ret kort tid blev bopladsen udvidet til syv gårde, indbyrdes forbundne med hegn. Også i dette tilfælde bestod hver gård af et langhus og som regel et mindre udhus. Langhusene var 12–17 m lange, gårdtofterne mellem 300 m² og 600 m². Bebyggelsen fortsatte ind i ældre romersk jernalder. I en tredje fase skete der en gradvis udvidelse af bebyggelsen til 12-13 gårde.

#### Hodde
Bopladsen Hodde nordøst for Varde, dateret til 150 f.v.t. - 1 e.v.t., lå centralt på en mindre bakkeø omgivet af Kybæk Å mod nord og vest og Varde Å mod syd og mod øst delvist afskærmet af eng og lavning mod øst. Bebyggelsen eksisterede i tre faser, som har afløst hinanden på samme sted. I første fase bestod bebyggelsen af en enkelt storgård omgivet af et hegn. Efter kort tid er bygget 7-8 langhuse, og hele landsbyen er blevet omsluttet af et fælles hegn. Det samlede areal udgjorde ca. 16.000 m². Den største landsby bestod af 53 bygninger fordelt på formodet 27 gårde, der hver bestod af et langhus og en eller to mindre bygninger, formodentlig lader og forrådshuse. To huse var indrettede til smedjer. Hver gård synes at have sin egen passage gennem hegnet ud til de omgivende marker. Midt i landsbyen lå en åben plads, en forte. Langhusene var 5-5,5 m brede og i gennemsnit 12–14 m lange, men længden varierer mellem 10 og 23 m. 22 af de 27 langhuse var indrettede med stalde i østenden. Langhusene uden stald var 10–18 m lange, de små bygninger 4–7 m. I staldene har der i gennemsnit været plads til 14-16 dyr varierende fra 10 til omkring 20, storgården dog op til 30 dyr, i alt staldplads til omkring 460 kreaturer.

#### Nørre Holsted
Bopladsen Nørre Holsted vest for Vejen i Jylland er dateret til den senere del af keltisk jernalder. Den er blevet fornyet på stedet og har således eksiseret i to faser. I begge faser har den været omgivet af et hegn. Det samlede areal udgjorde 45 x 200 m. I yngste fase bestod landsbyen af 20 gårde.

#### Omgård-Sig
Bopladsen Omgård-sig i Vestjylland bestod af et større langhus, to mellemstore huse og et mindre hus, som var omgivet af et fælles hegn omfattende et areal på 15 x 51 m.

#### Egebjerg
Bopladsen Egebjerg ved Horsens omfattede mindst fire langhuse, der lå spredt over en ca. 80 m lang strækning. Ved det østligste af husene lå en støbegrube, og fund af stykker af støbeforme tyder på, at der her er fremstillet kronehalsringe.